# Дирупи (Вибо Валенција)
Дирупи је насеље у Италији у округу Вибо Валенција, региону Калабрија.
Према процени из 2011. у насељу је живело 97 становника. Насеље се налази на надморској висини од 395 м.